# EZ Special
EZ Special é um grupo musical português formado em 2000, em Santa Maria da Feira.

## História

### O início
Os EZ Special levaram dois anos a compor, gravar e apresentar Partizan Pop, o seu primeiro trabalho discográfico. Apresentaram-no à imprensa nos dias 22 e 23 de Março de 2002, em festas realizadas, respectivamente, na discoteca Via Rápida (Porto) e no Cine Teatro António Lamoso, em Santa Maria da Feira.
Foram eventos atipicamente divulgados nos media, sobretudo se atentarmos ao facto de que Partizan Pop se tratava apenas de um CD-Single, e que a banda não tinha lançado até à data nenhum outro disco.
Para a enorme mediatização destes dois concertos contribuiu fortemente a atuação, em palco com os EZ Special, de Saul Davies, guitarrista e violinista da banda britânica James.
O mês de Maio desse ano, seria ocupado por atuações em festas académicas por todo o país.
Entretanto, a banda preparava a edição do seu álbum de estreia. Manteve os serviços de Quico Serrano, prestigiado músico e produtor português responsável por Partizan Pop.  Assegurou, no entanto, também os préstimos de Saul Davies na produção deste longa-duração. Saul Davies já antes havia produzido discos dos James, em parceria com Brian Eno, que por sua vez é conhecido pelo seu trabalho nas obras de artistas aclamados como U2 ou David Bowie.
No mês de Agosto, os EZ Special conciliariam o trabalho de estúdio com a vida na estrada e nos palcos. Viajaram até Vila Viçosa, para atuar no Festival de Verão do Mondego, até Carviçais para mais uma edição do transmontano Festival Carviçais Rock e actuaram no Festival de Paredes de Coura, onde  foram uma das poucas bandas da história do festival a atuar no palco principal sem ainda terem editado um álbum.
Durante este período passaram nas televisões os videoclips Lights Out e Trouble Shooting, temas integrantes de Partizan Pop.

### O sucesso
A 17 de Setembro de 2002 os EZ Special lançaram Daisy, o single de lançamento do seu álbum. E, nesse mesmo dia, em colaboração com o Semanário Blitz, ofereceram esse CD-Single aos 20 mil leitores do Jornal BLITZ.
Em Março de 2003 a Universal editaria o álbum de estreia dos EZ Special, intitulado In n’Out. Esse álbum levá-los-ia aos tops nacionais de discos mais vendidos durante várias semanas.
Daisy transformou-se na banda sonora da campanha I9 da TMN, e vendeu mais de 250 mil coletâneas, constituindo o paradigma do sucesso por terras lusas.
Os EZ Special iniciaram em 2004 a edição da coletânea Manifesto, na qual se incluía o tema título do seu primeiro álbum, e que dele tinha ficado arredada. A canção In n’Out foi editada em Março de 2004, e foi a música que a TMN escolheu para sonorizar a entrada da 3.ª geração de telefones móveis em Portugal, na campanha I9 3G.
Foi no final de 2004 que os EZ Special iniciaram as gravações de Leitmotiv, o segundo álbum da banda.
My Explanation, o single de lançamento, viu a sua entrada nas rádios antecipada pela passagem na campanha TMN I9 3G, e teve uma entrada fulgurante nas tabelas. Editado em Janeiro de 2005, já em Março tinha atingido o Top 3 das músicas mais rodadas em Portugal.
O videoclip da canção, gravado em Nova Iorque pelo realizador Rui de Brito, e com a participação da manequim Diana Pereira, ascendeu rapidamente, nas listas de votação elaboradas pelos espectadores da MTV Portugal. Junto dos ouvintes das rádios, a canção foi acolhida com votações surpreendentes, tendo atingido o primeiro lugar de várias das principais rádios nacionais.
A digressão dos EZ Special intensificou-se após o lançamento de Leitmotiv, a 28 de Fevereiro de 2005, que teve entrada directa no top nacional de vendas.
Desde a edição de Partizan Pop, em 2002, os EZ Special atingiram, em Abril de 2005, a marca de cerca de 200 espetáculos realizados.
Cantando em Português:
No fim de 2006, dá-se a saída do vocalista da banda, Ricardo Azevedo, para um projeto a solo. Para substituí-lo chega Orlando Pona, ex-vocalista dos Feed, banda que nos anos 90 marcou a cena funk nacional.
No início de 2007 é anunciado o lançamento de um novo álbum, em português, já com a nova formação. Esse álbum, intitulado "Alguém Como Tu", foi editado a 9 de Abril de 2007 e teve como primeira amostra o single "Sei Que Sabes Que Sim", que rapidamente se tornou em mais um êxito da banda, tendo entrada imediata para os tops de airplay nacionais. O videoclip desta canção conta com as participações, enquanto protagonistas, de Adelaide de Sousa e Ricardo Pereira.
O álbum "Alguém Como Tu" inclui, na sua edição especial de lançamento, a oferta de um DVD contendo um espetáculo acústico da banda, gravado no Porto, bem como outro extras. Outros temas deste disco estão incluídos na banda sonora de novelas, como "Tu e Eu" e "Morangos Com Açúcar" (TVI).
No programa "Diz Que É Uma Espécie de Magazine", do Gato Fedorento, os EZ Special interpretaram um cover de "Hit Me Baby One More Time" da Britney Spears, adaptado para o português como "Oh! Bebé Mais Uma Vez".
Na festa de apresentação do álbum, realizada a 23 de Maio de 2007, no Buddha LX, os EZ Special realizaram uma performance colaborando com o estilista Pedro Mourão, em que participaram Merche Romero, Pimpinha Jardim, Olga Diegues, Miriam Santos e Maya.
O tema "Sei Que Sabes Que Sim", incluído na banda sonora da novela "Ilha dos Amores" (TVI), tornou-se rapidamente num dos temas mais rodados pelas rádios, tendo atingido, na primeira semana de Agosto de 2007, a 2ª posição das músicas mais rodadas pelas rádios portuguesas, numa lista compilando todos os êxitos nacionais e estrangeiros. Esta canção foi, durante várias semanas, n.º 1 de downloads da loja iTunes.
O tema "Se Em Ti Eu Não Mando" está incluído na banda sonora da novela "Tu e Eu", também da TVI.
"Menina Bonita (Deixas Saudade)" é o segundo single extraído do álbum "Alguém Como Tu" e é uma das canções da novela "Morangos Com Açúcar" (TVI), sendo também uma das cinco canções mais rodadas pelas rádios nacionais. O videoclip de "Menina Bonita" teve como protagonista a manequim e apresentadora Isabel Figueira. Esta canção foi uma de apenas duas interpretadas ao vivo, na gala da Operação Triunfo RTP) dedicada aos êxitos do ano de 2007, bem como na Gala da TVI, emitida a partir do Casino do Estoril no dia 12 de Dezembro de 2007.
A tournée dos EZ Special, com várias datas por todo o país, é apoiada pela RFM. A 3 de Agosto de 2007, os EZ Special atuaram com os Keane no Parque da Cidade do Porto, num concerto em que a banda atravessou a passadeira em frente do palco para agradecer aos mais de 15.000 espectadores pela fantástica recepção.
No fim do terceiro trimestre de 2007, os temas "Chama Por Mim" e "Alguém Como Tu, Mulher" foram incluídos na banda sonora da novela "Deixa-me Amar"(TVI).
Em Dezembro de 2007 os EZ Special compuseram e editaram a canção "O Natal Somos Nós" cuja temática, como o título indica, é a quadra natalícia. A banda ainda decidiu realizar uma série de espetáculos especiais de Natal, em Lisboa (16 Dezembro) e em Gaia (21 Dezembro). As receitas do espetáculo de Lisboa foram integralmente destinadas a solidariedade.
Os EZ Special foram os cabeças-de-cartaz das festas de passagem de ano em Faro, num grande espetáculo a 31 de Dezembro de 2007.
Em Janeiro de 2008 foi lançado o single "Chama Por Mim", que chegou ao 5º lugar das músicas portuguesas mais rodadas nas rádios nacionais. No decurso de 2008, "Alguém Como Tu" foi o 4º single a ser extraído do álbum homónimo e já teve uma passagem mais discreta pelas rádios nacionais. Durante este ano, a banda realizou uma grande digressão, com dezenas de espetáculos em Portugal e gravou o álbum que viria a ser editado no ano seguinte.
Em Fevereiro de 2009 foram apresentados "Lua (Não Há Outra Assim)" e "Segredos" (este último é um dueto com Paulo Gonzo), dois temas do quarto álbum dos EZ Special, intitulado "Presente", editado no dia 11 de Maio de 2009. O álbum "Presente" teve uma campanha promocional muito significativa, com presença em vários meios e com destaque em noticiários televisivos da televisão generalista.

## Discografia
- Partizan Pop (EP), 2002
- In n'Out, 2003
- Leimotiv, 2005
- Alguém como Tu, 2007
  - Se Em Ti Eu Não Mando
  - Alguém Como Tu, Mulher
  - Menina Bonita (Deixas Saudade)
  - Sei Que Sabes Que Sim
  - Tudo Acabou (Foi Sem Querer)
  - Chama Por Mim
  - Fica Um Céu Entre Dois
  - Hora De Partir (Sem Tempo De Chegar)
  - Vive Mais Perto Do Sol
- Presente, 2009